# Kac

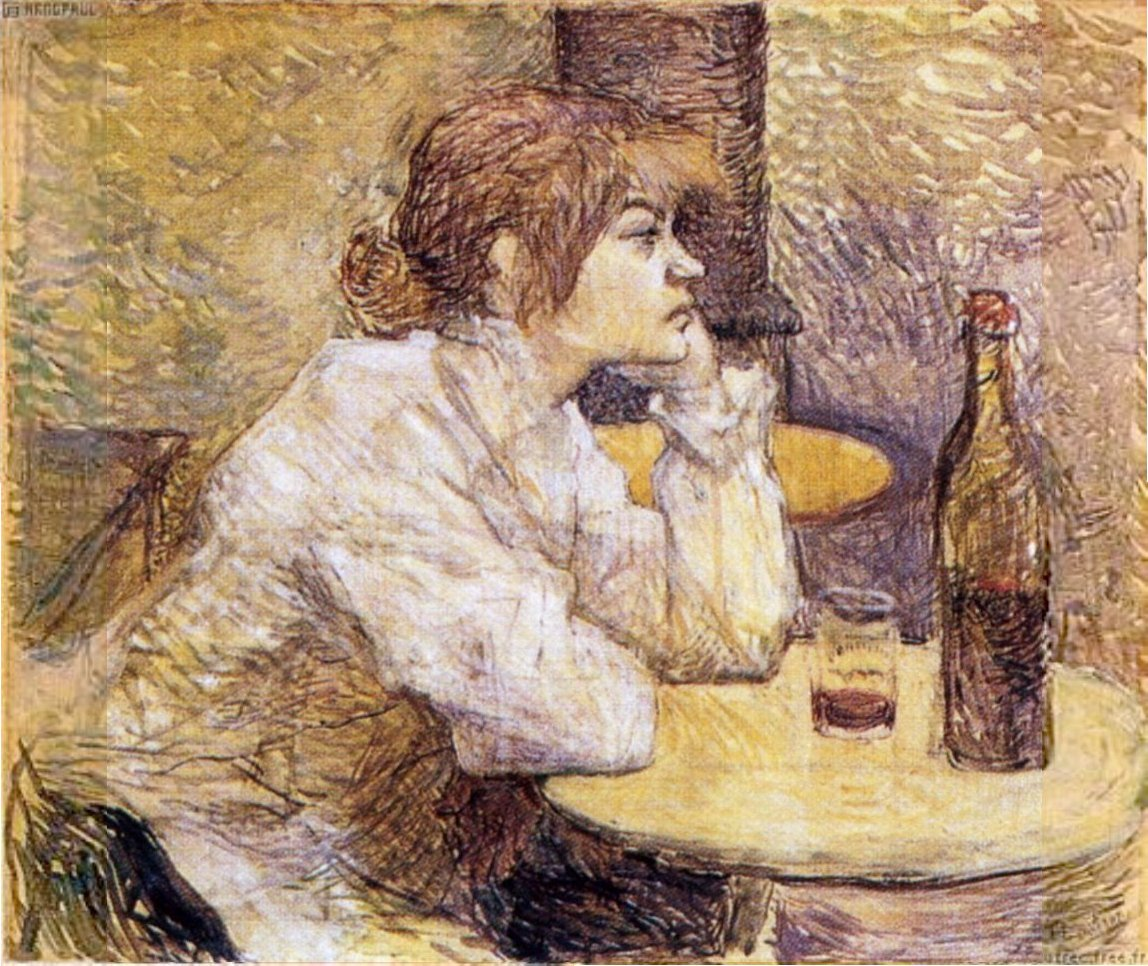
„Kac”, portret Suzanny Valadon – obraz Henri de Toulouse-Lautrec

Kac (z niem. Katzenjammer) – złe samopoczucie występujące kilka godzin po spożyciu nadmiernej ilości napojów alkoholowych. Etanol zawarty w napojach alkoholowych odpowiada za stan tzw. upojenia alkoholowego. Jego picie zmienia jednak metabolizm organizmu, gdyż jest on wydalany praktycznie w całości w postaci zmienionej. Najczęstszymi dolegliwościami towarzyszącymi kacowi są ból głowy, pragnienie, światłowstręt, nadwrażliwość na hałas, nudności, biegunka, uczucie rozbicia, apatia, problemy z koncentracją, bezsenność, osłabienie, brak łaknienia lub nadmierny apetyt, dreszcze, potliwość, zaburzenie funkcji motorycznych (drgawki, zaburzenia równowagi), chandra i rozdrażnienie. U wielu osób cierpiących na kaca występuje wstręt przed wypiciem lub wąchaniem alkoholu.
Jako przyczyny kaca wymieniane są hipoglikemia, odwodnienie, zatrucie organizmu aldehydem octowym, niedobór glutaminy i witaminy B12.

## Wchłanianie
Alkohol etylowy należy do związków chemicznych, które szybko wchłaniają się z przewodu pokarmowego. Jego absorpcja rozpoczyna się już w obrębie jamy ustnej. W ciągu 15 minut wchłonięciu ulega 50% spożytej dawki, natomiast już w ciągu 5–10 minut po spożyciu można go wykryć we krwi. Po pewnym czasie stabilizacji stężenia alkoholu etylowego w tkankach, rozpoczyna się proces jego eliminacji.

## Stan upojenia alkoholowego według prawa
Stan upojenia alkoholowego (stan nietrzeźwości) zachodzi wówczas, gdy badanie wykaże stężenie ponad 0,5 promila alkoholu we krwi bądź jego obecność w wydychanym powietrzu w ilości przekraczającej 0,25 mg w 1 dm³.

## Metabolizm etanolu
Tylko kilka procent etanolu jest wydalanych z moczem lub poprzez drogi oddechowe – resztę organizm ludzki metabolizuje, głównie w hepatocytach wątroby. Tam alkohol etylowy przekształca się w aldehyd octowy za pomocą enzymu dehydrogenazy alkoholowej, a następnie w kwas octowy dzięki dehydrogenazie acetaldehydowej. Aldehyd octowy (etanal) jest od 10 do 30 razy bardziej toksyczny dla organizmu ludzkiego niż sam etanol.
W każdym z powyższych przekształceń tworzona jest jedna cząsteczka NADH kosztem NAD+. Utworzony octan jest przekształcany do acetylo-CoA. Nagromadzenie NADH sygnalizuje organizmowi tzw. „stan nasycenia energetycznego” organizmu i powoduje:
- Syntezę kwasów tłuszczowych z acetylo-CoA i hamowanie ich rozpadu (czego konsekwencją jest otyłość i stłuszczenie wątroby u osób nadużywających alkoholu).
- Podczas utleniania aldehydu tracone są cząsteczki NAD+. Aby je odzyskać, organizm przekształca pirogronian w mleczan (ten sam związek, który powstaje podczas intensywnego wysiłku fizycznego). Konsekwencją jest obniżenie pH i kwasica.
- Acetylo-CoA teoretycznie mógłby zostać spalony do CO2 podczas cyklu Krebsa, jednak po spożyciu alkoholu jest to niemożliwe z dwóch przyczyn. Po pierwsze NADPH hamuje niektóre enzymy cyklu (cykl Krebsa dostarcza energii, a NADPH sygnalizuje jej nadmiar), po drugie do włączenia nowej cząsteczki Acetylo-CoA potrzebna jest cząsteczka szczawiooctanu. Szczawiooctan jest jednak tracony, ponieważ jest przekształcany w jabłczan.
- Acetylo-CoA poza przekształcaniem w kwasy tłuszczowe może być przemieniany w ciała ketonowe, które obniżają i tak już obniżone pH.
- Tracone są przeciwutleniacze (takie jak glutation), które nie mogą być regenerowane ze względu na utratę NADP. Podczas utleniania w cytochromie P450 generowane są wolne rodniki (zobacz też: stres oksydacyjny).

Enzymy przekształcające alkohol mają różną stałą Michaelisa (Km). Z tego powodu, w przypadku niedoboru NAD+, związek ten jest preferencyjnie wykorzystywany przez dehydrogenazę alkoholową (niższe Km), a nie przez dehydrogenazę aldehydową (wyższe Km). Powoduje to patologiczne gromadzenie się bardzo reaktywnego aldehydu octowego, który reagując kowalencyjnie z białkami, może powodować uszkodzenie lub śmierć komórek. Inaczej niż aldehyd, etanol ulega przekształceniu nawet przy niskim stężeniu NAD.
etanol – (niskie Km) → aldehyd octowy – (wysokie Km) → kwas octowy

## Przyczyny kaca
Wskazanie jednoznacznego winowajcy objawów „kaca” nie jest proste i ta kwestia nie została ostatecznie rozstrzygnięta. Jedną z koncepcji jest reaktywność aldehydu octowego, może ona być jednak kwestionowana ze względu na brak objawów kaca u osób spożywających napoje energetyzujące. Z drugiej strony, blokada enzymu usuwającego aldehyd gwałtownie zwiększa objawy kaca. Inna teoria mówi, że objawy spowodowane są odwodnieniem mózgu (mózg jest jednym z narządów, które zawierają procentowo najwięcej wody).
Mechanizm odwodnienia organizmu polega na zdolności etanolu do inhibicji działania antydiuretycznego hormonu wazopresyny, a tym samym zwiększeniu wydalania wody z organizmu wraz z moczem.
Możliwe, że za kaca odpowiadają również minimalne ilości metanolu w alkoholu, czego dowodem może być zmniejszenie się objawów po wypiciu drobnej ilości etanolu wiele godzin „po”. Również zawartość innych związków takich, jak wyższe alkohole (propanole, glikole), aceton, taniny, powstające w wyniku fermentacji napojów alkoholowych powoduje powstawanie kaca. Z tego względu najłagodniejsze dla organizmu są napoje na bazie alkoholu rektyfikowanego (wódki czyste), w przeciwieństwie do piwa, wina, wódek gatunkowych (whisky, gin, rum, brandy).
Kac może być spowodowany też zmniejszeniem potencjału antyoksydacyjnego. Dowodem może być zmniejszenie objawów po podaniu związków typu NAC lub białek kurzych (tzw. teoria Pliniusza).

## Sposoby na pozbycie się dolegliwości kaca
Jako sposoby na złagodzenie skutków kaca poleca się np. wypicie szklanki soku pomidorowego, 1-2 łyżki miodu, wody, filiżanki słodzonej herbaty z cytryną, filiżanki kawy, wzięcie prysznica z gorącą i zimną wodą na przemian, ponowne spożycie napoju alkoholowego w symbolicznej ilości. W szczególności metabolizm alkoholu powoduje odwodnienie i wypłukiwanie witamin i minerałów z organizmu. Dlatego aby pozbyć się kaca, należy przede wszystkim dostarczyć organizmowi płynów. Dostępne są także lekarstwa ograniczające przenikanie alkoholu do krwi.

## Kac a napoje energetyzujące
Picie napojów energetyzujących wraz z alkoholem czasami jest odradzane. Przyczyna tkwi w jednym z pozostałych składników – kofeinie, która podobnie jak etanol, wywołuje przyspieszenie częstości skurczów serca. Obawiano się, że może to wywołać niebezpieczne zaburzenia rytmu serca.
Obecne na rynku leki przeciwko kacowi nie zawierają kofeiny. Poza monosacharydami, składnikami są związki zmniejszające zawartość wolnych rodników (m.in. witamina C).
W eksperymencie opublikowanym w roku 2006 stwierdzono, że picie alkoholu wysokoprocentowego równolegle z napojem energetyzującym (testowano „Red Bull”) osłabia odczucia zatrucia alkoholowego, takie jak ból głowy, osłabienie, suchość w ustach lub uczucie zaburzenia koordynacji ruchowej, natomiast rzeczywiste obniżenie koordynacji ruchowej i wydłużenie czasu reakcji było zbliżone do obserwowanego u osób pijących sam alkohol.

## Klasyfikacja ICD10
| kod ICD10     | nazwa choroby                                                              |
| ------------- | -------------------------------------------------------------------------- |
| ICD-10: F10   | Zaburzenia psychiczne i zaburzenia zachowania spowodowane użyciem alkoholu |
| ICD-10: G44   | Inne zespoły bólu głowy                                                    |
| ICD-10: G44.8 | Inne określone zespoły bólu głowy                                          |